# یولیا املیانوا
یولیا املیانوا (انگلیسی: Yulia Emelyanova؛ زادهٔ ۲۱ ژوئیهٔ ۱۹۸۷) بازیکن فوتبال اهل اوکراین است.
وی همچنین در تیم‌های ملی فوتبال زنان اوکراین بازی کرده‌است.